# Bernardo Fernández Martínez
Bernardo Fernández Martínez (Barcelona, 26 de març de 1952) és un comerciant i polític català, diputat al Parlament de Catalunya en la VI i VII Legislatures.
Estudià batxillerat superior i és tècnic en restauració de pells. Ha treballat en el sector del comerç i dels serveis com a gerent d'una empresa dedicada a la restauració de pells. El 1980 es va afiliar al Partit dels Socialistes de Catalunya (PSC-PSOE) i fou elegit diputat a les eleccions al Parlament de Catalunya de 1999 i 2003. En 2006 ha estat vicepresident de la Comissió de Control de l'Actuació de la Corporació Catalana de Mitjans Audiovisuals. També ha estat comissionat de l'Ajuntament de Barcelona per a gent gran.